# Empis discrepans
Empis discrepans är en tvåvingeart som beskrevs av Collin 1960. Empis discrepans ingår i släktet Empis och familjen dansflugor. Inga underarter finns listade i Catalogue of Life.